# Siobhán Byrne
Siobhán Claire Byrne (* 13. August 1984 in Ostfildern, Baden-Württemberg) ist eine irische Säbelfechterin.
Im Junioren-Weltcup konnte sie zwei Medaillen gewinnen. Bei den Junioren-Europameisterschaften 2007 in Conegliano, Italien, war sie als beste irische Fechterin gesetzt und konnte eine Bronzemedaille gewinnen.
Bei den Olympischen Sommerspielen 2008 in Peking nahm sie im Säbelfechten teil, unterlag jedoch in der Vorrunde der Polin Irena Więckowska mit 8:15.